# 熊谷信太郎
熊谷 信太郎（くまがい しんたろう、1956年 - ）は、日本の弁護士。熊谷綜合法律事務所所長である。

## 来歴・人物
長野県出身。長野県松本深志高等学校を経て、早稲田大学法学部を卒業。早稲田大学大学院法学研究科に進み民法を専攻する（指導教授は鎌田薫教授（元総長）。鎌田研究室第一期生）。大学院在学中に司法試験に合格した。東京弁護士会所属。
資格試験予備校「早稲田セミナー」司法試験対策講座の公式テキストである、「デバイス」シリーズの編集に初版から関わった。
法務省「養育費検討会」議長、法務省「養育費立替払有識者会議」委員、消費者庁「外食等におけるアレルゲン情報の提供の在り方検討会」委員、総務省ゴルフ利用税検討委員会座長、元総務省人事恩給局嘱託。株式会社ひらまつ社外取締役・ガバナンス委員長、株式会社LSIメディエンスコンプライアンス委員、三菱UFJフロンティア株式コンプライアンス委員、元株式会社NSW社外監査役、元株式会社MDIコンプライアンス委員長。経営法曹会議幹事、公益財団法人日本ゴルフ協会（JGA）常務理事・管理本部本部長・法務委員長・財務委員長、一般社団法人静岡県ゴルフ協会顧問、一般社団法人日本スポーツ仲裁機構・仲裁人、日本タッチラグビー協会監事、一般社団法人我孫子ゴルフ倶楽部常務理事、軽井沢ゴルフ倶楽部監事。元早稲田大学エクステンションセンター講師。

## 担当事件
- 武富士が『週刊金曜日』を名誉毀損で訴えた事件 - 武富士の代理人

週刊金曜日の名誉毀損反訴で武富士の敗訴
- 北田瑠衣が2ちゃんねる管理人西村博之に対して損害賠償を求めた訴訟 - 原告北田瑠衣の代理人

北田瑠衣#名誉毀損訴訟参照
- 阪奈カントリークラブ（大阪府大東市）に土地を貸している地主4人（内1人は高裁で和解）が、ゴルフ場コース内の土地の明渡しを求めた訴訟　-　地主側の代理人

地裁で敗訴後、大阪高裁で地主側がゴルフコース明け渡しを命ずる逆転勝訴
- 女子プロゴルファー横峯さくらの父親、民主党の横峯良郎参院議員が新潮社等に対し賭けゴルフを常習的に行っているとの週刊新潮記事について損害賠償等を求めた訴訟　-　被告新潮社の代理人

横峯良郎議員が賭けゴルフを常習的に行っていることは真実だとして新潮社が勝訴
- 「週刊新潮」の記事でプライバシーを侵害されたなどとして、コメンテーターの長嶋一茂が新潮社に損害賠償を求めた訴訟　-　被告新潮社の代理人

　　記事がプライバシー権を違法に侵害するとは言えないとして、新潮社が勝訴
- 宗教法人幸福の科学が新潮社等に損害賠償等を求めた訴訟　-　被告新潮社の代理人　:新潮社が敗訴[3]
- 宗教法人紀元会が産経新聞に名誉棄損で損害賠償を求めた訴訟　-　被告産経新聞の代理人 :産経新聞が勝訴
- 明治乳業労組が昇給、昇格差別で会社を訴えた訴訟

被告明治乳業の代理人 - 明治乳業が最高裁で勝訴
- 国鉄労働組合がJR東日本を採用時の差別で訴えた訴訟

被告JR東日本の代理人 - JR東日本が敗訴
- 管理職ユニオンの組合員が日本工業新聞を不当解雇で 訴えた訴訟

被告日本工業新聞の代理人 -日本工業新聞が最高裁で勝訴

## 著書
- 『司法試験「超」勉強法』（弘文堂 1998年3月） ISBN 4335351895
- 『デバイス憲法』（早稲田経営出版 1996年03月） ISBN 4898231292
- 『コンパクトデバイス〈1〉憲法―憲法総論・人権・統治機構』（早稲田経営出版 2004年4月） ISBN 4847115988
- 『コンパクトデバイス (2) 民法I』（早稲田経営出版 2005年5月） ISBN 4847120353
- 『コンパクトデバイス (3) 民法II』（早稲田経営出版 2005年5月） ISBN 4847120361
- 『デバイス 憲法〈1〉憲法総論・人権』（早稲田経営出版 2003年4月） ISBN 4847111621
- 『デバイス 憲法〈2〉統治機構』（早稲田経営出版 2003年4月） ISBN 484711163X
- 『デバイス 民法〈1〉総則・物権・担保物権』（早稲田経営出版 2003年4月） ISBN 4847111648
- 『デバイス 民法〈2〉債権総論・債権各論』（早稲田経営出版 2003年5月） ISBN 4847113632
- 『デバイス 民法〈3〉身分法』（早稲田経営出版 2003年10月） ISBN 4847113640
- 『デバイス 憲法―司法試験短期合格システム択一・論文同時合格ノート (1)』（早稲田経営出版 2001年3月） ISBN 4847107063
- 『デバイス 憲法―司法試験短期合格システム択一・論文同時合格ノート (2)』（早稲田経営出版 2001年4月） ISBN 4847107071
- 『デバイス 民法―司法試験短期合格システム択一・論文同時合格ノート (1)』（早稲田経営出版 2000年4月） ISBN 4847104951
- 『デバイス 民法―司法試験短期合格システム択一・論文同時合格ノート (2)』（早稲田経営出版 2000年6月） ISBN 484710496X
- 『デバイス 民法―司法試験短期合格システム択一・論文同時合格ノート (3)』（早稲田経営出版 2000年11月） ISBN 4847105087